# 24301 Gural
24301 Gural è un asteroide della fascia principale. Scoperto nel 1999, presenta un'orbita caratterizzata da un semiasse maggiore pari a 2,7213711 UA e da un'eccentricità di 0,1041281, inclinata di 6,30337° rispetto all'eclittica.